# Dendrocereus
Dendrocereus ist eine Pflanzengattung aus der Familie der Kakteengewächse (Cactaceae). Der botanische Name der Gattung leitet sich vom griechischen Substantiv „δένδρσν“ (dendron) für Baum ab und bedeutet Baum-Cereus.

## Beschreibung
Die Arten der Gattung Dendrocereus wachsen baumähnlich mit vielen aufrechten oder hängenden Zweigen und haben deutlich ausgeprägte Stämme. Ihre zylindrischen Triebsegmente sind für gewöhnlich kurz. Die 3 bis 5 dünnen und hohen Rippen haben wellige oder gekerbte Ränder. Die aus den Areolen entspringenden Dornen sind nicht als Mittel- oder Randdornen unterscheidbar und fehlen manchmal ganz.
Die weißen, breit trichterförmigen Blüten erscheinen in der Nähe der Triebspitze und öffnen sich in der Nacht. Die zylindrische Blütenröhre ist mit kurzen, zurückgeschlagenen Schuppen besetzt. Auf dem Blütenbecher sitzen nur wenige Areolen mit wenigen Dornen.
Die grünen, kugel- bis birnenförmigen, nicht aufreißenden Früchte sind kahl und enthalten raue, braune Samen.

## Systematik und Verbreitung
Die Arten der Gattung Dendrocereus sind in Kuba und Haiti verbreitet.
Die Erstbeschreibung der Gattung erfolgte 1920 durch Nathaniel Lord Britton und Joseph Nelson Rose. Die Typusart der Gattung ist Cereus nudiflorus. Zur Gattung gehören die beiden Arten:
- Dendrocereus nudiflorus (Engelm. ex Sauvalle) Britton & Rose ≡ Leptocereus nudiflorus (Engelm. ex C.Wright) D.Barrios & S.Arias
- Dendrocereus undulosus (DC.) Britton & Rose ≡ Leptocereus undulosus (DC.) D.Barrios & Majure

## Nachweise